# Farní špýchar (Przyszowice)
Farní špýchar v obci Przyszowice je historická dřevěná stavba z roku 1784, v gmině Gierałtowice, okres Gliwice, Slezské vojvodství.
Myslivna je v seznamu kulturních památek Polska pod číslem 600/66 z 13. března 1966 a je součástí Stezky dřevěné architektury ve Slezském vojvodství.

## Historie
Farní špýchar se nachází jihozápadně od farního kostela svatého Jana Nepomuckého v Przyszowicích. Podle nápisu na stropním trámu byl špýchar postaven v roce 1784 na popud místního faráře Melchiora Opolského. K jeho stavbě bylo použito dřevo, které zbylo po rozebrání staré fary. Jiné zdroje uvádějí datum výstavby rok 1829.

## Architektura
Špýchar připomínající sýpku, byl postaven podle typových vzorů vesnických nebo panských dvorů. Přízemní roubená stavba obdélníkového půdorysu je posazená na kamenné podezdívce. Sedlová střecha je krytá šindelem. Na hřebenu střechy je umístěn charakteristický půlměsíc.
V roce 2012 byl špýchar renovován a vnitřek byl zadaptován k turistickému využití.